# 杜氏南犁頭鰩
杜氏南犁頭鰩（学名：Trygonorrhina dumerilii），又稱杜氏南琵琶鱝是軟骨魚綱犁頭鰩目南犁頭鳐科南犁頭鰩屬的其中一種，分布於東印度洋澳洲南部海域，為特有種，深度5至205公尺，本魚有扁平的近橢圓的體盤，吻部寬圓，體背部褐色至灰色，頭部眼睛後面有寬闊的淡紫色深色邊緣條紋，其中包括三角形或菱形的斑紋，鼻孔部分被大鼻辮覆蓋，體盤中線和肩膀有小刺，體長可達146公分，棲息在大陸棚，為底棲性魚類，屬肉食性，以甲殼類、軟體動物及硬骨魚為食，雌魚一胎產下數量為2到5隻，生活習性不明。